# Regio-Ring
Der Regio-Ring war ein temporärer Flugplatzkurs – eine Motorsport-Rennstrecke in Rundstreckenform, die für entsprechende Automobilsportveranstaltungen genutzt wurde – auf dem Flughafen Lahr, in der badischen Stadt Lahr (Gemarkungen Lahr und Hugsweier) im Ortenaukreis in Baden-Württemberg, der in der Straßburg-Offenburger Rheinebene des Mittleren Oberrheintieflandes liegt.

## Geschichte
Als 1994 die kanadischen Streitkräfte das Flugplatzgelände aufgaben begann der ADAC Südbaden mit der Planung eines Rundkurses auf dem Flugplatz. Dieser sollte den aufgegebenen Alemannenring in Singen ersetzen.
Die 3337 Meter lange Strecke mit 9 Kurven und Boxengasse wurde ab 1996 zum Teil auf den bestehenden Beton-Rollwegen unter Einbezug von einer 800 Meter langen Geraden auf der Start- und Landebahn angelegt und durch neue asphaltierte Streckenteile ergänzt. Die unterschiedliche Fahrbahnbeläge mit Wechsel von altem Beton auf neuen Asphalt waren eine besondere Aufgabe für die Abstimmungsarbeiten der Fahrzeuge und eine Herausforderung für die Piloten und Teams.
1998 kam eine auf 3,24 km verkürzte Streckenvariante zum Einsatz. 
1999 musste der ADAC-Südbaden die Strecke jedoch aufgeben, da die Flugplatz Lahr GmbH den Ausbau des Flughafens betrieben hatte und eine dreitägige Betriebspause des Flugverkehrs für Rennveranstaltung nicht mehr akzeptierte. Da der Flughafen Lahr bereits zuvor in das Nachtluftpostnetz der Deutschen Post AG einbezogen war und die Deutsche Lufthansa in dieser Periode regelmäßig über ihn Postflüge durchführte, war bereits während mindestens eines der Rennwochenenden, nach Beendigung des samstäglichen Rennbetriebes, die Start- und Landebahn für die Durchführung eines Postfluges wieder auf Flugbetrieb umpräpariert und am Sonntag morgen auf Rennbetrieb zurückpräpariert worden.

## Veranstaltungen
Von 1996 bis 1998 fanden insgesamt 3 Rennveranstaltungen statt. Die erste am 9. August 1996 umfasste als Hauptveranstaltung 2 Läufe zum Divinol Tourenwagen-Cup (der heutigen DMV-Tourenwagen Challenge). Von 1997 bis 1998 bestritten die Deutsche Formel-3-Meisterschaft und der ADAC STW-Cup das Hauptprogramm. 
Die Formel-3-Meisterschaft war mit Abstand schnellste Rennklasse in Lahr. Die beiden Läufe 1997 gewann Alexander Müller jeweils vor Nick Heidfeld und den drittplatzierten Wolf Henzler bzw. Bas Leinders. 1998 siegte in beiden Läufen Timo Scheider vor Robert Lechner Jr. und Lucas Luhr.
1997 wurde der 17. und 18. Lauf zum ADAC STW-Cup ausgetragen. Joachim Winkelhock und Johnny Cecotto gewannen die beiden Rennen. Der Franzose Laurent Aïello wurde Gesamtsieger des STW-Cups 1997. Mehr als 20.000 Zuschauer säumten die Strecke, das Rennen wurde im Fernsehen übertragen. Bei der Rennveranstaltung zur Deutschen Supertourenwagen-Meisterschaft 1998 (der Nachfolgeserie des ADAC STW-Cups) schrieb man mit rund 32.000 Zuschauern erstmals schwarze Zahlen.
Eine 1999 geplante Veranstaltung zur IDM, der deutschen Motorradmeisterschaft, fiel wegen der Ausweitung des Flugbetriebs auf der Strecke aus.